# 현수막

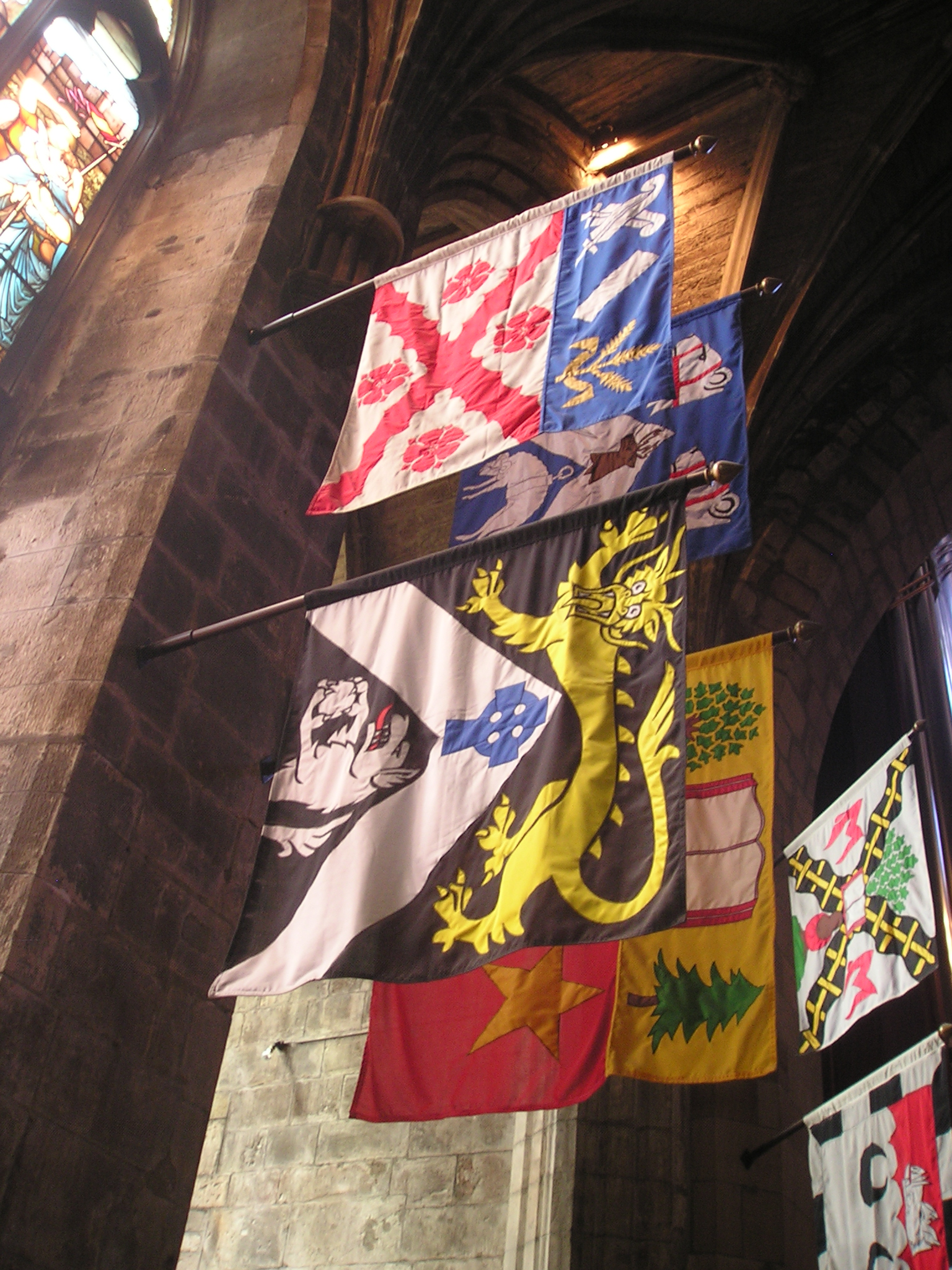
엉겅퀴 기사단의 현수막이 세인트 자일스 대성당에 전시되어 있다.

현수막(懸垂幕) 또는 배너(banner)는 홍보용으로 선전문·구호문 따위를 적어 걸어 놓은 직사각형 모양의 천 또는 막이다. 기나 상징, 로고, 슬로건 또는 다른 메시지를 담은 다른 천 조각일 수 있다. 디자인이 문장의 방패와 동일하지만 (대개 정사각형 또는 직사각형 모양인) 기를 문장 현수막이라고 한다. 또한 이름, 슬로건 또는 기타 마케팅 메시지가 있는 막대 모양의 비천 광고물도 현수막이다.
현수막 제작(banner-making)은 고대의 기술이다. 교회 현수막은 일반적으로 교회가 헌정된 성인을 묘사한다. 현수막의 영단어 banner는 고대 프랑스어 baniere (현대 프랑스어: bannière)에서 유래했으며, 라틴어 bandum에서 유래했고, 이는 게르만어파에서 차용되었다 (비교 고트어: 𐌱𐌰𐌽𐌳𐍅𐌰). 동계어로는 이탈리아어 bandiera, 포르투갈어 bandeira, 스페인어 bandera 등이 있다.
현수막의 종류로는 돌잔치, 회갑등 실내 잔치나 행사를 위해 실내에 붙이는 경우와 광고나 정치 선전이나 선거운동을 위해 실외에 붙이는 경우가 있다.
대한민국에서는 옥외광고물관리법에 의하여 지방자치단체가 정한 지정 게시대에 허가를 받은 때, 공직선거법에 의하여 선거운동을 위하여 게시하는 때, 정당 행사 일정 안내를 할 때, 신고된 집회에 사용할 목적인 때만 게시할 수 있다.

## 벡실룸
벡실룸(Vexillum)은 고대 로마 군대의 부대에서 군대 표준으로 사용된 깃발과 같은 물건이었다.
벡실룸이라는 단어 자체는 '돛'을 의미하는 라틴어 velum의 지소형으로, 벡실룸이 문자 그대로 '작은 돛', 즉 깃발과 같은 표준이었음을 동전과 조각에서 얻은 역사적 증거로 확인시켜 준다. 벡실룸에서는 천이 막대에서 수평 가로대에 걸쳐져 있었는데, 이는 천의 '깃대'가 수직 깃대에 직접 부착되는 대부분의 현대 깃발과는 다르다.

## 문장 현수막
문장 현수막이라고도 불리는 문장 현수막은 기본적인 문장만 표시한다. 즉, 일반적으로 방패에 표시되는 디자인을 보여주며, 문장 꼭대기, 투구 또는 관, 망토, 지지물, 표어 또는 전체 문장적 성취와 관련된 다른 요소는 생략한다 (이러한 요소에 대한 자세한 내용은 문장학 문서 참고). 문장 현수막은 일반적으로 사각형 또는 직사각형이다.
문장 현수막과 문장 기치 사이에는 구분이 존재한다. 그러나 이 구분은 종종 오해되거나 무시된다. 예를 들어, 영국 왕실 기는 사실 왕실 문장의 현수막이다.

스코틀랜드 왕국의 문장 전체 (왕관 연합 이전)
방패에 묘사된 문장
"사자 난립": 스코틀랜드 국왕의 현수막
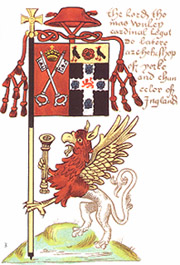
카디널 울지의 현수막
링컨 (링컨셔주)의 현수막
BBC의 현수막

## 기독교의 현수막

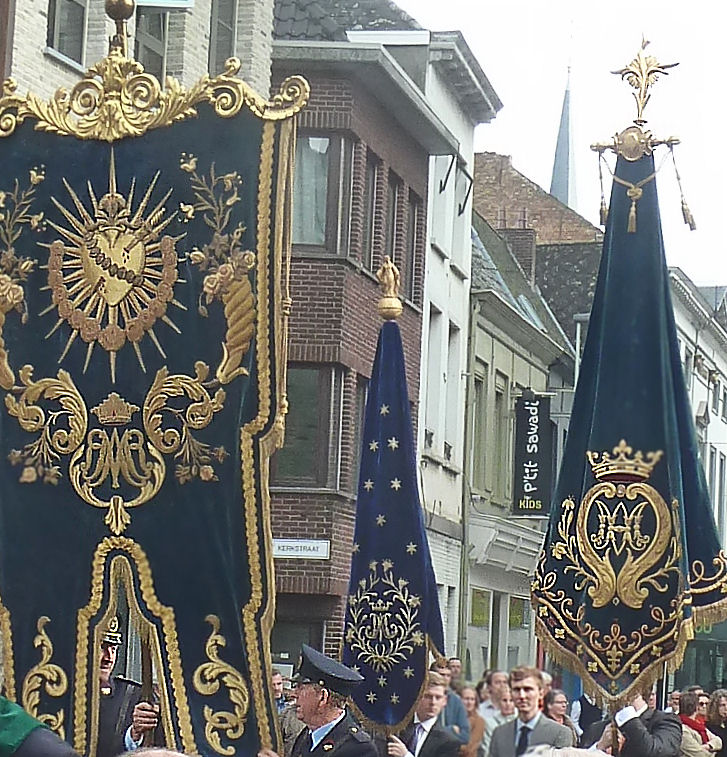
벨기에 리에르에 있는 가톨릭 형제회의 종교 현수막

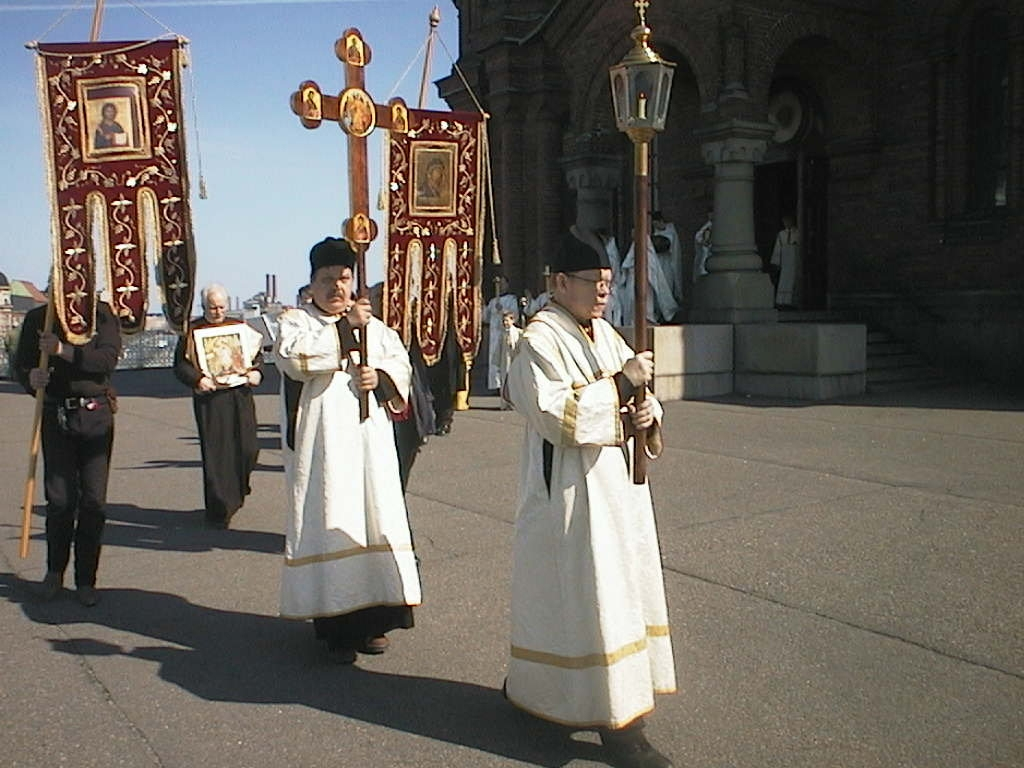
러시아 정교회 십자가 행렬과 제등, 행렬 십자가, 호루기비 (현수막).

구약성경에서 예언자 이사야는 현수막을 들어올리고 목소리를 높이라는 명령을 받았다 (이사야 13:2). 하바꾹도 지나가는 사람이 읽을 수 있도록 표에 환상을 기록하라는 비슷한 명령을 받았다 (하바꾹 2:2).
교회의 현수막은 과거에 주로 교회 건물 내부와 외부에서의 행렬에 사용되었다. 그러나 최근 몇 년 동안 그 강조는 교회의 벽이나 기둥 및 다른 예배 장소에 현수막을 영구적 또는 일시적으로 전시하는 쪽으로 뚜렷하게 바뀌었다. 큰 현수막 전시의 유명한 예는 리버풀 메트로폴리탄 대성당으로, 현수막은 상주 예술가가 디자인했다.
현수막은 또한 복음 전도자와 야외 설교에 참여하는 공공 사역자들이 예수 그리스도의 간증을 전달하는 데 사용된다.

## 노동조합 현수막

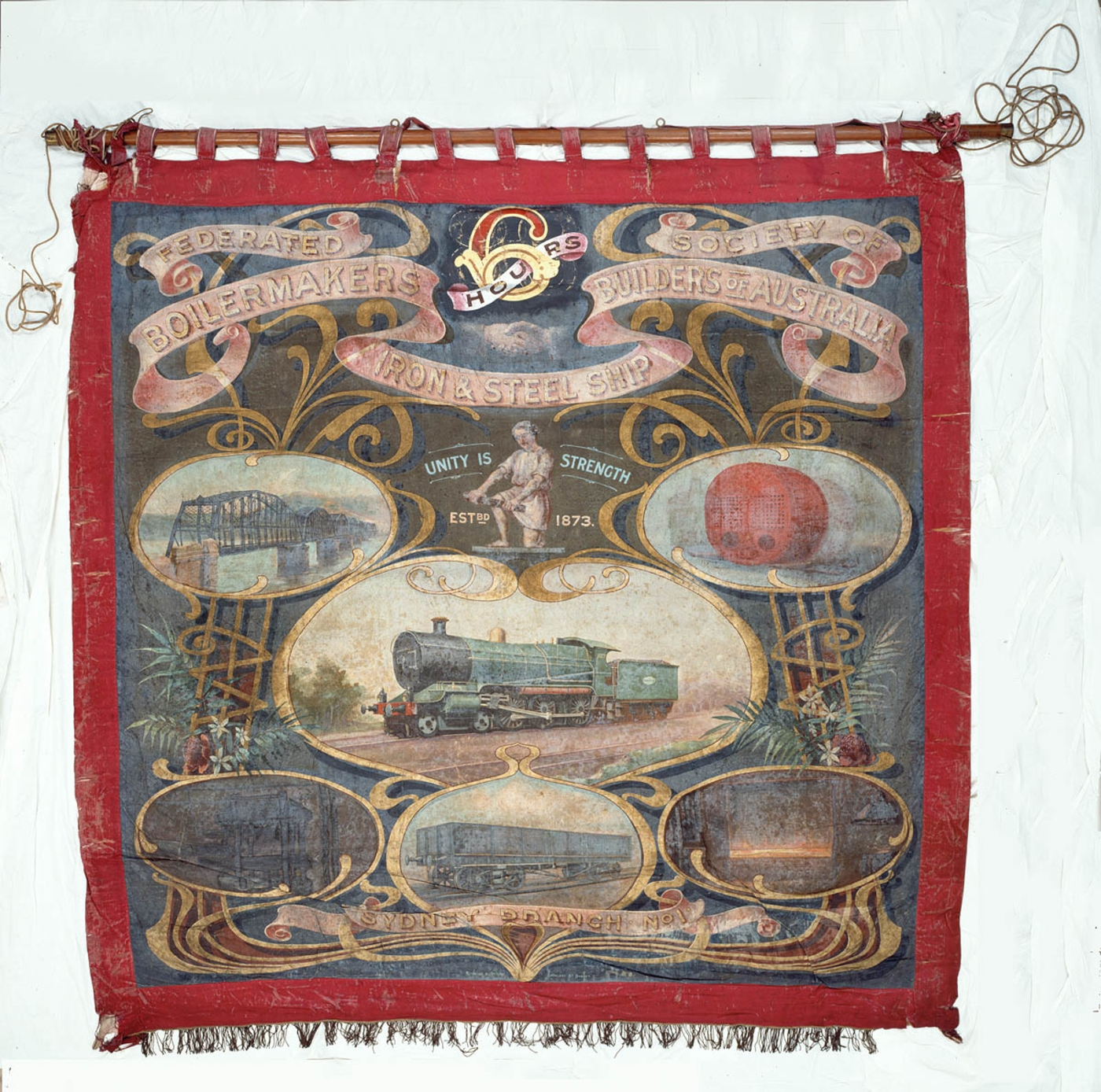
호주 보일러 제작자, 철강 및 선박 건조자 연합회, 노동조합 현수막 A928321h

이 현수막의 도상학에는 광산, 제분소, 공장이 포함되었을 뿐만 아니라 미래의 비전도 담겨 있었다. 즉, 어린이와 성인이 잘 먹고 깔끔한 벽돌집에서 살며, 노인과 병든 사람이 보살핌을 받고, 새로운 기술로 노동의 부담이 줄어들고, 여가 시간이 늘어나는 땅을 보여주었다. 같은 종류의 현수막은 다른 많은 나라에서도 사용된다. 대다수는 아니지만, 많은 현수막이 지배적인 색상으로 빨강을 사용한다.
19세기 후반과 20세기 초 호주에서는 '8시간 노동, 8시간 레크리에이션, 8시간 휴식'을 주장하는 매년 8시간의 날 행진에서 노동조합 현수막이 자랑스럽게 펼쳐졌다. 이 행진은 호주에서 어떤 단체가 주최하는 연례 행사 중 가장 두드러진 행사 중 하나였다. 시드니에서만 20세기 초에는 최대 70개에 달하는 노동조합을 대표하는 수천 명의 조합원들이 이러한 행렬에 참여하여 자신들의 직업을 상징하는 현수막 뒤를 따랐다. 이러한 현수막 대부분은 남아있지 않다. 뉴사우스웨일스주 노동 평의회는 시드니 서섹스 스트리트의 시드니 노동회관에 가장 많은 현수막을 보존하고 있다.
시드니의 뉴사우스웨일스 주립 도서관에는 1970년대 초에 도서관에 기증된 노동조합 현수막 소장품이 소량 있다. 예를 들어, 1913년에서 1919년경에 제작된 것으로 추정되는 호주 보일러 제조공, 철강 및 선박 건조공 연합회 현수막이 있다. 호주 보일러 제조공, 철강 및 선박 건조공 연합회는 1873년에 설립되어 1972년에 통합 금속 노동자 연합에 가입했다.
현수막은 중앙에 무릎을 꿇은 인물이 있으며 두루마리 모양으로 둘러싸여 있고, 호주 토종 꽃과 뉴사우스웨일스 정부 철도 34급 증기 기관차, 1889년에 건설된 혹스베리 강 철교, 용광로 등 조합원들의 작업을 나타내는 이미지로 장식되어 있다. 현수막의 뒷면에는 해상에 있는 오스트레일리아 전함이 그려져 있다. 현수막은 캔버스 재질로 시드니의 장인 화가이자 장식가인 알트하우스 & 가이거(Althouse & Geiger)가 그렸다. 1875년에 설립된 이 회사는 여전히 운영 중이다. 이 현수막은 호주 노동 운동의 경험과 역사를 전달하는 강력한 해석 도구이다.

## 스포츠 현수막

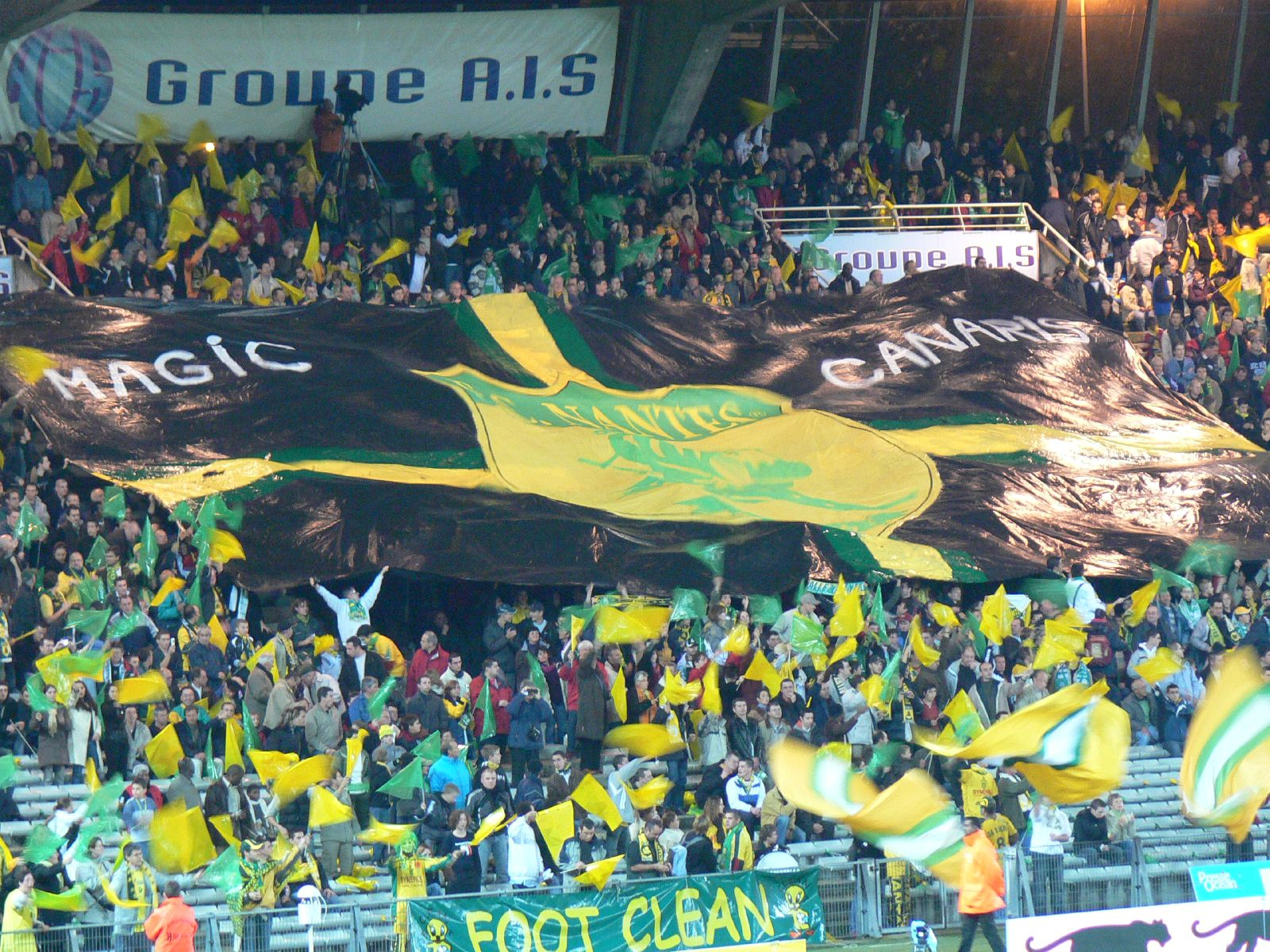
FC 낭트 현수막

스포츠 팬들은 종종 스탠드에 전시할 현수막을 사거나 만든다. 팀 현수막에는 일반적으로 로고, 이름 또는 별명, 표어 및 팀 색상이 포함된다. 개별 경쟁자 현수막에는 선수의 사진이나 그림이 포함될 수 있다. 스포츠 현수막은 또한 유명 선수나 명예의 전당 운동선수를 기리고 과거 우승을 기념할 수 있다. 이러한 유형의 스포츠 현수막은 일반적으로 경기장과 아레나의 서까래에서 걸린다. 북미 실내 프로 스포츠에서는 지난 시즌 우승팀이 전통적으로 다음 시즌 첫 홈 경기 직전에 수상한 우승 현수막을 설치하며, 이 행사는 주로 "현수막 게양식"으로 불린다.
우루과이의 클루브 나시오날 데 푸트볼 서포터즈는 가로 600m, 세로 50m에 무게가 2톤이 넘는 현수막을 제작했는데, 이들은 이것이 세계에서 가장 큰 현수막이라고 주장한다. 이 현수막은 2013년 4월 에스타디오 센테나리오에서 열린 코파 리베르타도레스 축구 경기에서 공개되었다.
응원 타월은 일부 현수막과 같은 문화적 기능을 한다.

## 광고 현수막
종종 플라스틱 배경에 상업적으로 제작되는 현수막 산업은 전통적인 컷 비닐 현수막에서 대형 초광폭 잉크젯 프린터로 다양한 비닐 및 패브릭 재료에 솔벤트 잉크와 자외선 경화 잉크를 사용하여 인쇄하는 방식으로 발전했다.
현수막은 많은 사업에서 잠재 고객에게 마케팅하는 데 사용된다. 많은 영국 도시와 마을에는 시내 중심을 장식하는 일련의 현수막이 있어 해당 도시나 특별한 특징 및 명소를 효과적으로 광고한다. 미리 인쇄된 현수막은 일반적으로 사용되지만 단순하고 접근하기 쉽다. 현수막은 풍부한 색상으로 거대한 형식으로 인쇄될 수 있다. 또한 기존 고정 장치에 매달거나 벽에 고정하거나 심지어 독립형으로 다양한 물리적 상황에서 사용될 수 있다. 광고 현수막이 기둥 사이에 걸리거나 매달릴 때 현수막이 찢어지거나 날아가는 것을 방지하기 위해 구멍이나 다른 부착 방법이 필요하다. 알루미늄 구멍은 현수막에 뚫어 현수막을 묶는 안전한 진입점으로 사용할 수 있다. 이 설치 방법은 더 내구성 있는 광고를 가능하게 한다. 일부 공급업체는 미리 설치된 구멍을 제공한다. 흔한 독립형 현수막의 또 다른 형태는 접이식 디스플레이이다.
현수막은 창문 스크린 뒤, 빌보드, 고층 빌딩 꼭대기, 또는 비행기나 비행선에 견인되어 게시될 수 있다. 크기와 수량의 변수와 마찬가지로, 면의 수와 잉크의 품질 또한 중요한 요소이다. 소매점에서 미리 인쇄된 세일 현수막이나 다양한 세일 현수막을 구매하는 경우, 창문 아래나 유리 뒤에 놓인 현수막은 햇빛에 노출된다. UV 야외 잉크로 인쇄된 현수막은 몇 년에서 10년까지 지속되지만, 저렴한 잉크는 색이 바래 자주 교체해야 한다. 유리 뒤에 있으면서 양면 현수막은 안팎으로 전시될 수 있으며, 종종 쇼핑객과 관리자 간의 인식을 형성한다. 세 면 현수막은 입체감이 있고 다르게 장식될 수 있어 종종 매력적이다. 면이 많을수록 현수막이 더 많은 각도를 커버할 수 있으며, 이는 양면 현수막이 방이나 거리의 중앙에서 시청자를 향하지 않을 가능성이 있는 경우에 해당한다.
21세기만의 또 다른 광고 현수막의 형태는 웹사이트의 광고인 "배너 광고"이다. 배너 광고에는 다른 웹사이트로 연결되는 하이퍼링크가 포함되어 있다. 또한 스포티파이 및 판도라와 같은 무료 음악 스트리밍 서비스에서는 노래 사이에 오디오 광고가 재생된다. 흔한 태그라인 중 하나는 "자세한 내용을 보려면 배너를 클릭하세요"이다.

## 대형 글자 현수막 (중국)
중국에서는 특히 학교, 공장, 정부 기관 및 건설 현장에서 대형 빨강색 현수막을 흔히 볼 수 있다. '다즈바오' (중국어 간체자: 大字报, 병음: dàzìbào, 직역: 대자보)라고도 불리는 이 현수막들은 크고 길며, 대개 빨강색 배경에 큰 간체자가 쓰여 있다. 동기 부여 메시지나 산업적 이정표가 담겨 있는 경우가 많다. 역사적으로 이 대자보들은 문화대혁명 기간 동안 메시지를 전달하는 데 사용되었지만, 1979년 이후 국가가 개방되면서 그 용도가 바뀌었다.

## 같이 보기
- 클래어주
- 해적기
- 노보리
- 사시모노
- 웹 배너